# Brenthis trachelus
Brenthis trachelus är en fjärilsart som beskrevs av Hans Fruhstorfer 1922. Brenthis trachelus ingår i släktet Brenthis och familjen praktfjärilar. Inga underarter finns listade i Catalogue of Life.